# 紅海

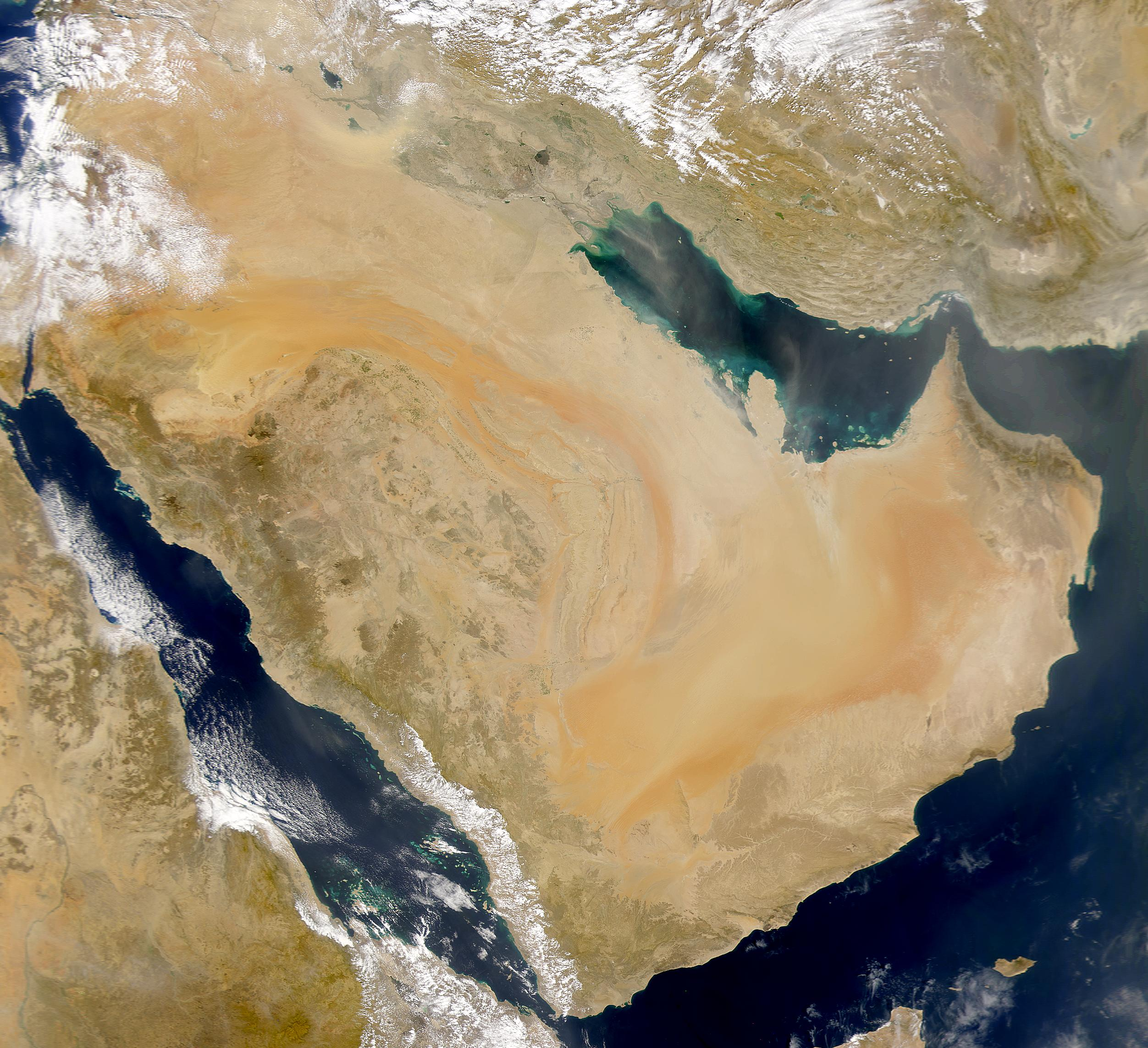
左側の細長い海域が紅海

紅海（こうかい、ヘブライ語: יַם סוּף、 アラビア語: البحر الأحمر、ティグリニャ語:ቀይሕ ባሕሪ 、ソマリ語:Badda Cas、英語: Red Sea、 フランス語: Mer Rouge）は、アフリカ東北部と、アラビア半島に挟まれた湾である。
長さ2250 km、幅最大355 km、面積438,000 km2、平均水深491 m、最深部2,211 m。海水は強い蒸発作用（少ない降雨）、流入河川無し、インド洋との限られた循環などにより塩分濃度は3.6 - 3.8%と高い。北部にはシナイ半島があり、チラン海峡を通じてアカバ湾とつながっている。また、北西部にはスエズ湾があり、スエズ湾はスエズ運河を経て地中海とつながっているほか、南部はバブ・エル・マンデブ海峡を経てアデン湾とつながっている。同海峡は国際海峡である。
域内には大きな島嶼は無く、沿岸部に小島嶼が数多くある。エリトリアのダフラク諸島、サウジアラビアのファラサン諸島、イエメンのカマラン島などがある。
地学的には大地溝帯の一部である紅海地溝帯をなしており、火山活動も見られる。2011年12月から2012年1月にかけ、イエメン沖のズバイル諸島で海底火山の活動によって新しい島が生まれた。

## 範囲
国際水路機関は紅海の境界を以下のように定めている。
- 北：スエズ湾とアカバ湾の南側境界。すなわちムハンマド岬（英語版） (27°43'N) からシャドワン島南端 (34°02'E) を結び、それから西へ緯線 (27°27'N) に沿って伸びる線、およびRàs al FasmaからRequin島 (27°57′N 34°36′E) を結び、チラン島を通ってその南西端から緯線 (27°54'N) に沿ってシナイ半島に至る線。
- 南：Husn Murad (12°40′N 43°30′E) とRas Siyyan (12°29′N 43°20′E) を結ぶ線。

## 海水
目立った河川が流れ込んでいないこともあり海水の透明度が高く、200種ものサンゴが生息するなど固有種も多いことからダイバーにとって憧れの対象である。とりわけ、エジプトがその経済的恩恵を享受している。
海水の表面温度は夏には34 °Cに達するが、サンゴの白化が見られないのは熱を吸収する藻類によると考えられる。海水の蒸発が激しいため、塩分濃度は40パーミルと世界平均35パーミルより高い。
目立った海流は存在しない。スエズ湾付近では北西の風が卓越するが、紅海南部では季節により変わる。

## 名前
紅海の海水は赤くはない。紅海はギリシャ語のエリュトゥラー海の直訳で、赤いという謂れには諸説ある。一説には、昔方角を色分けして考えた（例えば北の黒海）ため、南を表す赤となった。ヘロドトスも赤い海と南の海を交互に使った。また、エジプトの砂漠を赤い大地と言ったことがあり、その大地の海という意味、などである。

## 形成

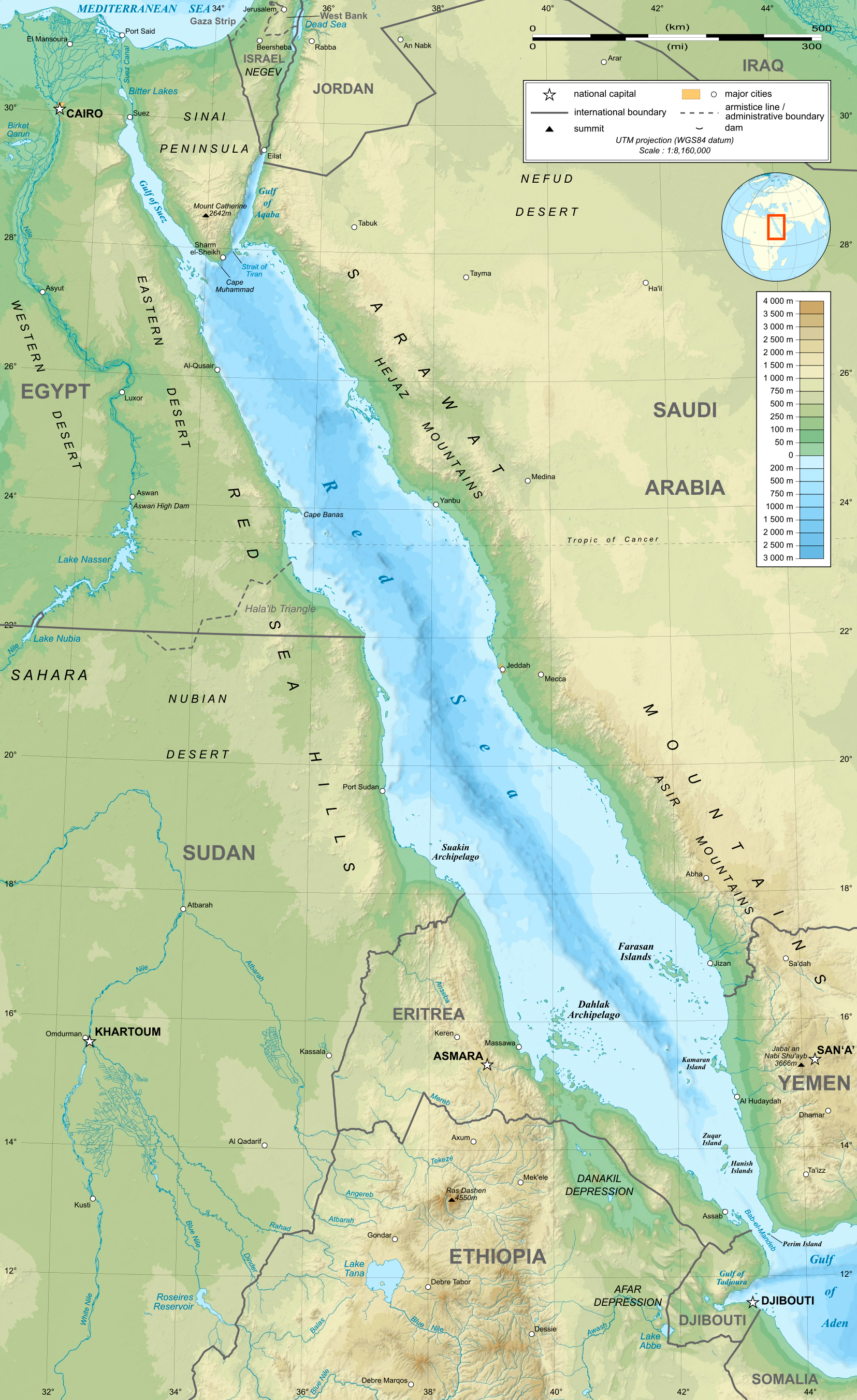
水深図

紅海は地球の裂け目、地溝帯に海水が溜まった場所である。アフリカプレートとアラビアプレートが始新世に裂け始め、現在も拡大している。マントルからのマグマ上昇によって海底火山がいくつも島を形成し、その1つは2007年に激しく噴火した。

## 紅海沿岸の現在の国家
- アフリカ大陸側
  - （南から順に）ジブチ、エリトリア、スーダン、エジプト
- ユーラシア大陸側
  - （北から順に）イスラエル、ヨルダン、サウジアラビア、イエメン

## 紅海で行われた軍事行動

### ハニーシュ群島紛争
1995年、イエメンとエリトリアが紅海上の群島の領有権をめぐり争った（ハニーシュ群島紛争参照）。

### 繁栄の守護者作戦
2023年、イエメンのフーシ派が紅海上で船舶の拿捕や攻撃を開始。これに対してアメリカ合衆国は繁栄の守護者作戦として多国籍部隊による巡回活動を始めた。

## サメ
紅海にはサメが生息しており、人が襲われ死亡する事例も見られる。
- 2010年11月末から12月5日にかけて、エジプト東部シャルムエルシェイクの世界的なビーチリゾートで、観光客が相次いでサメに襲われ、計5人が死傷(シャルム・エル・シェイクサメ襲撃事件（英語版）)。11月30日から12月1日にかけて、ロシア人3人とウクライナ人1人がサメに襲われ、うち何名かが腕や足の一部を失った。12月2日にサメ2匹を捕獲するも、12月5日に70歳のドイツ人女性がサメに襲われ死亡。地元の専門家は、周辺海域で魚が乱獲され、餌を失ったサメが海岸に近づいた可能性を指摘。エジプト当局はシャルムエルシェイクの海岸一帯を1週間閉鎖した[6][7]。

- 2015年、5年ぶりに、観光客のドイツ人がサメに襲われて死亡[7]。

- 2018年、エジプトの紅海で、チェコの観光客がサメに襲われ死亡[7][8]。

- 2020年、エジプトの紅海で、ウクライナ人の少年とエジプト人のツアーガイドがサメに襲われ、少年が腕を、ツアーガイドが足を失った[8][9]。

- 2022年、エジプトのハルガダ南部の紅海で、2人の女性がサメに襲われ、死亡[8][9]。

- 2023年6月8日、エジプト東部のリゾート地ハルガダのビーチで紅海を遊泳していたエジプト在住の23歳のロシア人が、イタチザメに襲われて死亡。このイタチザメは捕獲された[8][9]。